# John Sutcliffe
John Sutcliffe (m.Londres, 1987) va ser un dissenyador de moda, fotògraf fetitxista i editor britànic. La seva obra va ser molt apreciada entre la dècada dels 60' i la dels 90', entre els aficionats de la roba de làtex, cuir o PVC, i se'l considera com a punt de referència en l'evolució de la creació de moda amb aquests materials. La seva especialitat eren els catsuits, mantells i les caretes antigàs.

## Biografia
John Sutcliffe va ser pilot de la RAF durant la Segona Guerra Mundial. En acabar la guerra, va tornar a la seva Anglaterra natal on es va casar i treballava com a fotògraf per a actes socials (principalment casaments). Es va divorciar en pocs anys, principalment per desavinences en l'àrea sexual amb la seva parella (la seva passió per la roba de cuir va ser diagnosticada com a malaltia mental).
Va iniciar la seva carrera com a dissenyador de moda en cuir i làtex a ran d'una necessitat personal. Sutcliffe era un gran aficionat al motociclisme, a on acudia amb la seva motocicleta acompanyat de la parella que tingués en aquell moment. Mentre que ell podia usar la seva granota de cuir de quan era pilot de la RAf per a resguardar-se del clima, les seves parelles acabaven completament xopes. En no trobar en les botigues de motoristes d'aleshores, versions femenines de la mencionada peça de roba, va decidir a fabricar-se la seva pròpia roba. Els elogis i demandes rebudes de part dels altres assistents a les trobades a les que assistia, el van animar a crear una línia de negoci.
L'èxit de les seves creacions els va poder portar a deixar de treballar com a fotògraf i dedicar-se a la costura i l'edició de premsa escrita. La seva obra, no sempre acceptada, el va portar a patir persecució per part de la justícia. En l'esfera personal, el resultat d'aquesta persecució va desembocar en una depressió que l'acompanyaria els darrers anys de la seva vida. John Sutcliffe va morir d'una aturada cardíaca, al seu taller de Londres.
John Sutcliffe, malgrat tenir parelles informals, no es va tornar a casar mai ni va tenir descendència. Gelòs de la seva intimitat, es guarden molt poques imatges d'ell (la major part fotogrames extrets de l'única entrevista que va concedir a la televisió).

## Obra
L'obra de John Sutcliffe es reparteix en diversos camps d'actuació: la moda, la premsa escrita, la fotografia i la novel·la.

### Moda
John Sutcliffe va ser una de les primeres persones a crear catsuits en cuir i làtex per a noies. Si bé els seus dissenys eren força barroers, degut al fet que no havia estudiat mai patronatge, va fixar les bases estilístiques del secot de la roba de làtex. Va ser justament aquesta falta de coneixements previs el que el van portar a provar noves maneres de dividir la peça de roba i crear i ensamblar les diferents parts dels patrons. La seva marca de roba, AtomAge, es va iniciar en un petit loft de Hampstead. Posteriorment va traslladar el seu taller al centre de Londres. Els inicis van ser durs.
La seva falta de coneixements en el sector eren suplits per la seva formació en enginyeria. Ell mateix va dissenyar una màquina de cosir apte per a cosir cuir. En demanar a Singer que la implementessin, no només s'hi van negar sinó que van trucar a la policia. També va inventar una cola especial per a enganxar el làtex.
Els seus primers èxits el van portar a ser reconegut en el món de l'attrezzo i el vestuari, i va crear diferents indumentàries per al cinema i el teatre. Per exemple, el de Marianne Faithfull per a The Girl on a Motorcycle. I junt a Allen Jones, van crear els vestits de les cambreres al film La taronja mecànica de Stanley Kubrick. Malgrat se li atribueix el vestuari del personatge Emma Peel de la sèrie per a la televisió The Avengers, aquest no és obra seva.

### Premsa escrita
Com a aparador del seu negoci de roba fetitxista, John Sutcliffe va editar al llarg de la seva vida diverses publicacions periòdiques. La seva primera publicació, homònima a la seva marca de roba, va ser AtomAge, i va aparèixer per primer cop el 1972, en format DIN A5. Aquesta publicació incloïa tant temàtica de bondage com de fetitxisme del làtex (rubberism en anglès), amb seccions destacades com ara les cartes al director, o dressing for pleasure, on els mateixos lectors enviaven fotografies seves vestint roba de làtex o cuir. La polaritat de gustos entre els lectors, i l'ennuig per part dels lectors rubberistes vers el contingut SM, van fer que Sutcliffe es decidís a dividir la revista en dues el 1981, una dedicada al bondage i una altra al fetitxisme del làtex (AtomAge Rubberist i AtomAge Bondage, respectivament).
A part de la seva publicació principal, AtomAge, Sutcliffe també va editar d'altres revistes com ara Dressing for Pleasure, un spin off sorgit de la secció homònima de la revista principal, i dedicada únicament a publicar les imatges i relats enviats desinteressadament pels lectors.

### Fotografia
Deixant de banda el seu treball com a fotògraf de casaments i esdeveniments socials, John Sutcliffe és conegut com un dels primers fotògrafs fetitxistes britànics. La seva obra ha servit única i íntegrament a dotar de continguts les seves publicacions. El seu treball està marcat per la naturalitat, on es mesclava l'erotisme amb l'estil suburbà anglès. Lluny de cercar escenaris idíl·lics, les seves fotografies eren realitzades en carrers dels suburbis obrers, en habitacions amb mobles de fòrmica, o a la comarca anglesa, escenaris propers al seu públic.

### Novel·la
John sutcliffe només va escriure una novel·la, History of Gerda (1982). Els continguts de la mateixa van motivar una denúncia a Scotland Yard i una ratzia al seu estudi. En aquesta, van ser confiscats tots els exemplars editats de la novel·la, així com tot l'stock de les diverses publicacions de premsa escrita i les planxes d'impressió. A més a més, se li va imposar una sanció de 1000 lliures esterlines.

## Llegat
El llegat de John Sutcliffe va més enllà dels exemplars de les seves revistes que han perdurat fins avui en dia. És un llegat cultural. John Sutcliffe va ser un pioner en la subcultura del fetitxisme del làtex i de la creació de roba de làtex. Cases de moda actuals com Marquis, Libidex, Atsuko Kudo o House of Harlot, deuen als seus experiments el fet que el sector estigui actualment en un dels seus millors moments.
Així mateix, el seu esforç per a posar en contacte els entusiastes de la roba de làtex o de cuir va fixar les bases de la comunitat BDSM anglesa. Sutcliffe va afavorir que les persones practicants trobessin a persones afins amb qui compartir gustos i aficions.